# Liste des députés européens d'Espagne de la 7e législature
 (mars 2025).
Si vous disposez d'ouvrages ou d'articles de référence ou si vous connaissez des sites web de qualité traitant du thème abordé ici, merci de compléter l'article en donnant les références utiles à sa vérifiabilité et en les liant à la section « Notes et références ».

Cet article présente la liste des députés européens d'Espagne du mandat 2009-2014, élus lors des élections européennes de 2009 en Espagne.

## Députés actuels
| Nom | Parti                                                              | Groupe parlementaire européen |
| --- | ------------------------------------------------------------------ | ----------------------------- |
| Sergio Gutiérrez Prieto (Remplace Magdalena Álvarez le 19 juillet 2010.)                                          | Parti socialiste ouvrier espagnol                                  | S&D                           |
| Josefa Andrés Barea                                                                                               | Parti socialiste ouvrier espagnol                                  | S&D                           |
| Pablo Arias Echeverría                                                                                            | Parti populaire                                                    | PPE                           |
| Inés Ayala Sender                                                                                                 | Parti socialiste ouvrier espagnol                                  | S&D                           |
| Pilar Ayuso González                                                                                              | Parti populaire                                                    | PPE                           |
| María Badia i Cutchet                                                                                             | Parti des socialistes de Catalogne                                 | S&D                           |
| Izaskun Bilbao | Parti nationaliste basque                                          | ADLE                          |
| Alejandro Cercas Alonso                                                                                           | Parti socialiste ouvrier espagnol                                  | S&D                           |
| Ricardo Cortés Lastra                                                                                             | Parti socialiste ouvrier espagnol                                  | S&D                           |
| Luis de Grandes                                                                                                   | Parti populaire                                                    | PPE                           |
| Pilar del Castillo                                                                                                | Parti populaire                                                    | PPE                           |
| Agustín Díaz de Mera García-Consuegra                                                                             | Parti populaire                                                    | PPE                           |
| Rosa Estaràs Ferragut                                                                                             | Parti populaire                                                    | PPE                           |
| Santiago Fisas Ayxelá                                                                                             | Parti populaire                                                    | PPE                           |
| Carmen Fraga Estévez                                                                                              | Parti populaire                                                    | PPE                           |
| María Auxiliadora Correa Zamora (Remplace José Manuel García-Margallo le 13 janvier 2012.)                        | Parti populaire                                                    | PPE                           |
| Iratxe García | Parti socialiste ouvrier espagnol                                  | S&D                           |
| Dolores García-Hierro                                                                                             | Parti socialiste ouvrier espagnol                                  | S&D                           |
| Eider Gardiazabal Rubial                                                                                          | Parti socialiste ouvrier espagnol                                  | S&D                           |
| Salvador Garriga Polledo                                                                                          | Parti populaire                                                    | PPE                           |
| Enrique Guerrero Salom                                                                                            | Parti socialiste ouvrier espagnol                                  | S&D                           |
| Cristina Gutiérrez-Cortines Corral                                                                                | Parti populaire                                                    | PPE                           |
| María Esther Herranz García                                                                                       | Parti socialiste ouvrier espagnol                                  | S&D                           |
| Dolores García-Hierro                                                                                             | Parti populaire                                                    | PPE                           |
| Carlos Iturgaiz Angulo                                                                                            | Parti populaire                                                    | PPE                           |
| María Irigoyen Pérez (Remplace Ramón Jáuregui le 16 novembre 2010.)                                               | Parti socialiste ouvrier espagnol                                  | S&D                           |
| Teresa Jiménez-Becerril Barrio                                                                                    | Parti populaire                                                    | PPE                           |
| Iñaki Irazabalbeitia (Remplace Ana Miranda le 11 juillet 2013, qui remplace Oriol Junqueras le 1er janvier 2012.) | Aralar Bloc nationaliste galicien Gauche républicaine de Catalogne | Verts/ALE                     |
| Verónica Lope Fontagne                                                                                            | Parti populaire                                                    | PPE                           |
| Juan Fernando López Aguilar                                                                                       | Parti socialiste ouvrier espagnol                                  | S&D                           |
| White Antonio López-Istúriz White                                                                                 | Parti populaire                                                    | PPE                           |
| Miguel Ángel Martínez Martínez                                                                                    | Parti socialiste ouvrier espagnol                                  | S&D                           |
| Antonio Masip Hidalgo                                                                                             | Parti socialiste ouvrier espagnol                                  | S&D                           |
| Gabriel Mato Adrover                                                                                              | Parti populaire                                                    | PPE                           |
| Jaime Mayor Oreja                                                                                                 | Parti populaire                                                    | PPE                           |
| Francisco Millán Mon                                                                                              | Parti populaire                                                    | PPE                           |
| Juan Andrés Naranjo Escobar (Remplace Íñigo Méndez de Vigo Montojo le 13 janvier 2012.)                           | Parti populaire                                                    | PPE                           |
| Emilio Menéndez del Valle                                                                                         | Parti socialiste ouvrier espagnol                                  | S&D                           |
| Willy Meyer | Gauche unie                                                        | GUE/NGL                       |
| Vicente Miguel Garcés Ramón                                                                                       | Parti socialiste ouvrier espagnol                                  | S&D                           |
| María Muñiz de Urquiza                                                                                            | Parti socialiste ouvrier espagnol                                  | S&D                           |
| Raimon Obiols | Parti des socialistes de Catalogne                                 | S&D                           |
| Eva Ortiz Vilella                                                                                                 | Parti populaire                                                    | PPE                           |
| Juan Andrés Perelló Rodríguez                                                                                     | Parti socialiste ouvrier espagnol                                  | S&D                           |
| Teresa Riera Madurell                                                                                             | Parti socialiste ouvrier espagnol                                  | S&D                           |
| Carmen Romero López                                                                                               | Parti socialiste ouvrier espagnol                                  | S&D                           |
| Raül Romeva | Initiative pour la Catalogne Verts                                 | Verts/ALE                     |
| José Ignacio Salafranca Sánchez-Neyra                                                                             | Parti populaire                                                    | PPE                           |
| Antolín Sánchez Presedo                                                                                           | Parti socialiste ouvrier espagnol                                  | S&D                           |
| Salvador Sedó i Alabart                                                                                           | Union démocratique de Catalogne                                    | PPE                           |
| Francisco Sosa Wagner                                                                                             | Union, progrès et démocratie                                       | NI                            |
| Ramon Tremosa | Convergence démocratique de Catalogne                              | ADLE                          |
| Alejo Vidal-Quadras                                                                                               | Parti populaire                                                    | PPE                           |
| Luis Yáñez Barnuevo                                                                                               | Parti socialiste ouvrier espagnol                                  | S&D                           |
| Pablo Zalba Bidegain                                                                                              | Parti populaire                                                    | PPE                           |